# Registerdurchsichtigkeit
Die Registerdurchsichtigkeit ist eine spezielle Art der Durchsichtigkeit, unter der man bei musikalischen Schalldarbietungen in geschlossenen Räumen die Unterscheidbarkeit gleichzeitig gespielter Musikinstrumente trotz überlagertem Raumschall versteht. Vergleiche auch die Zeitdurchsichtigkeit.